# Antitussigen
Un antitussigen o bèquic és aquell medicament o substància que calma la tos. Els antitussígens emprats en medicina solen ser derivats opiacis com la codeïna, la codetilina o el dextrometorfan, i derivats sintètics com l'oxolamina i el clofedanol.

## Plantes amb efecte antitussigen
S'utilitzen com a antitussígenes, les següents plantes:
- L'ametller
- El grèvol
- El poliol

De l'arbre Myroxylon pereirae s'obté el "bàlsam de Perú" que també s'utilitza en afeccions respiratòries; de l'Abies balsamea, un avet nord-americà, hom extreu el "bàlsam del Canadà" que té una certa eficàcia contra la tos.